# Ликуала
Ликуала (фр. Likouala) — один из департаментов Республики Конго. Расположен на северо-востоке страны. Административный центр департамента — город Импфондо.

## География
Департамент находится в северной части страны и граничит на севере с Центральноафриканской Республикой, на западе с департаментом Санга, на юго-запада с департаментом Кювет и на востоке с Демократической Республикой Конго.
Ликуала покрыта плотными, часто затопленными лесами и озёрами, очень богатыми рыбой. Земли местами то глинистые, то песчаные. На севере лежит небольшой горный массив и мелкое круглой формы озеро Теле, 5 км диаметром.

### Климат
Ликуала имеет тропический климат. Сухой сезон продолжается с марта по июль, до конца года доминирует сезон дождей. Средняя температура + 24,5 °C.

### Реки
Департамент имеет важную гидравлическую сеть. Основные реки это Убанги, Либенга и Мотаба.

## Демография
Пигмеи считаются первыми жителями этих мест. Сегодня насчитывается большое количество беженцев из Руанды, ЦАР и ДРК.

## Административное деление
Департамент Ликуала делится на 7 округов:
- Импфондо (47 951 человек)
- Донгу (19 365 человек)
- Епена (17 499 человек)
- Ениелле (21 193 человек)
- Бету (29 736 человек)
- Лиранга (11 287 человек)
- Буанела (7084 человек)

## Экономика
В Ликуале есть нескольких компаний, промышленно перерабатывающих древесину. И в настоящее время Ликуала занимает первое место в производстве древесины по стране.
Рыбалка на этих реках практикуется кустарным способом. По данным FAO, потенциал рыбной ловли оценивается в 100 000 тонн в год.